# Holmer Maschinenbau

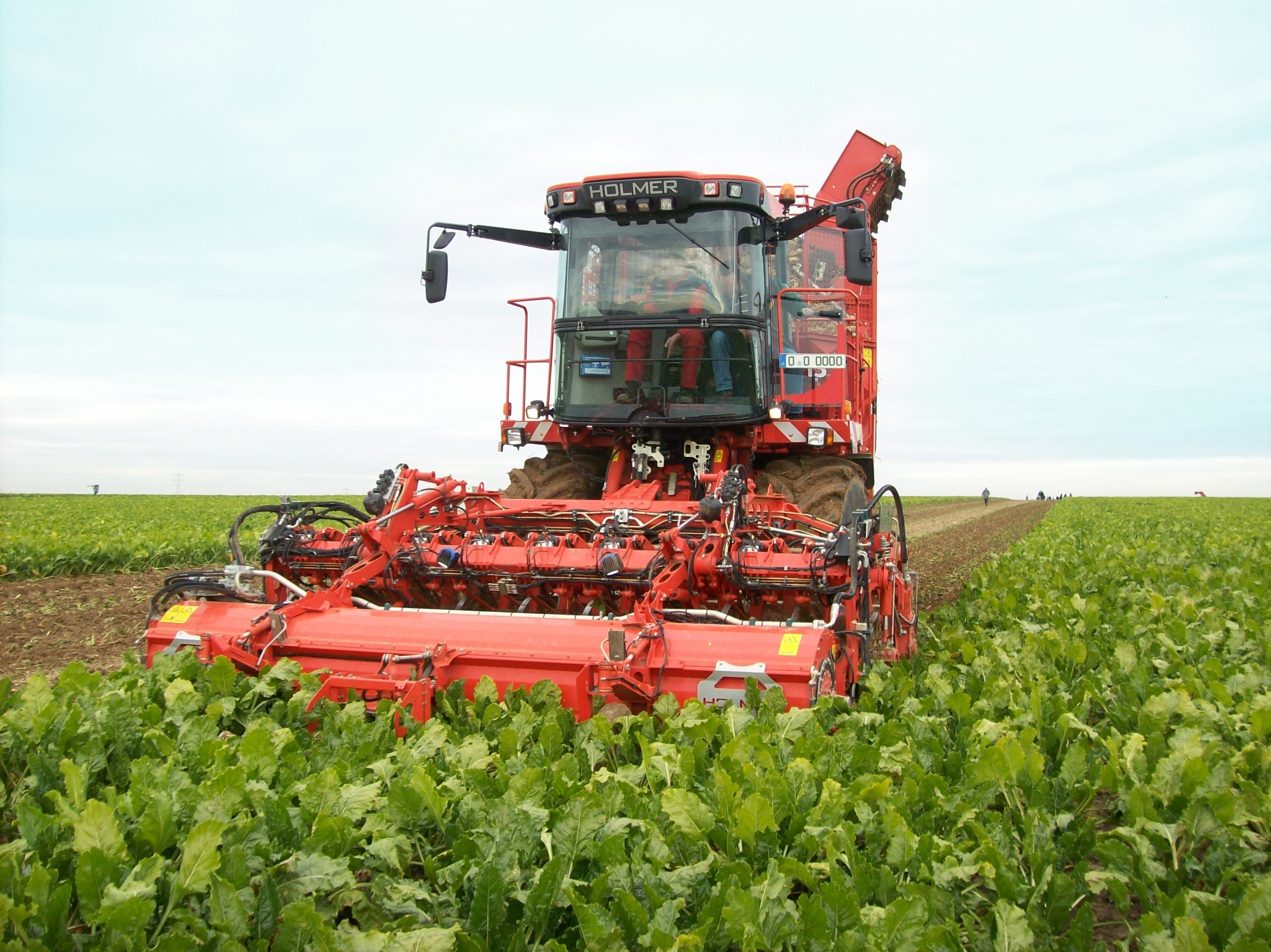
Kombajn do buraków cukrowych marki Holmer

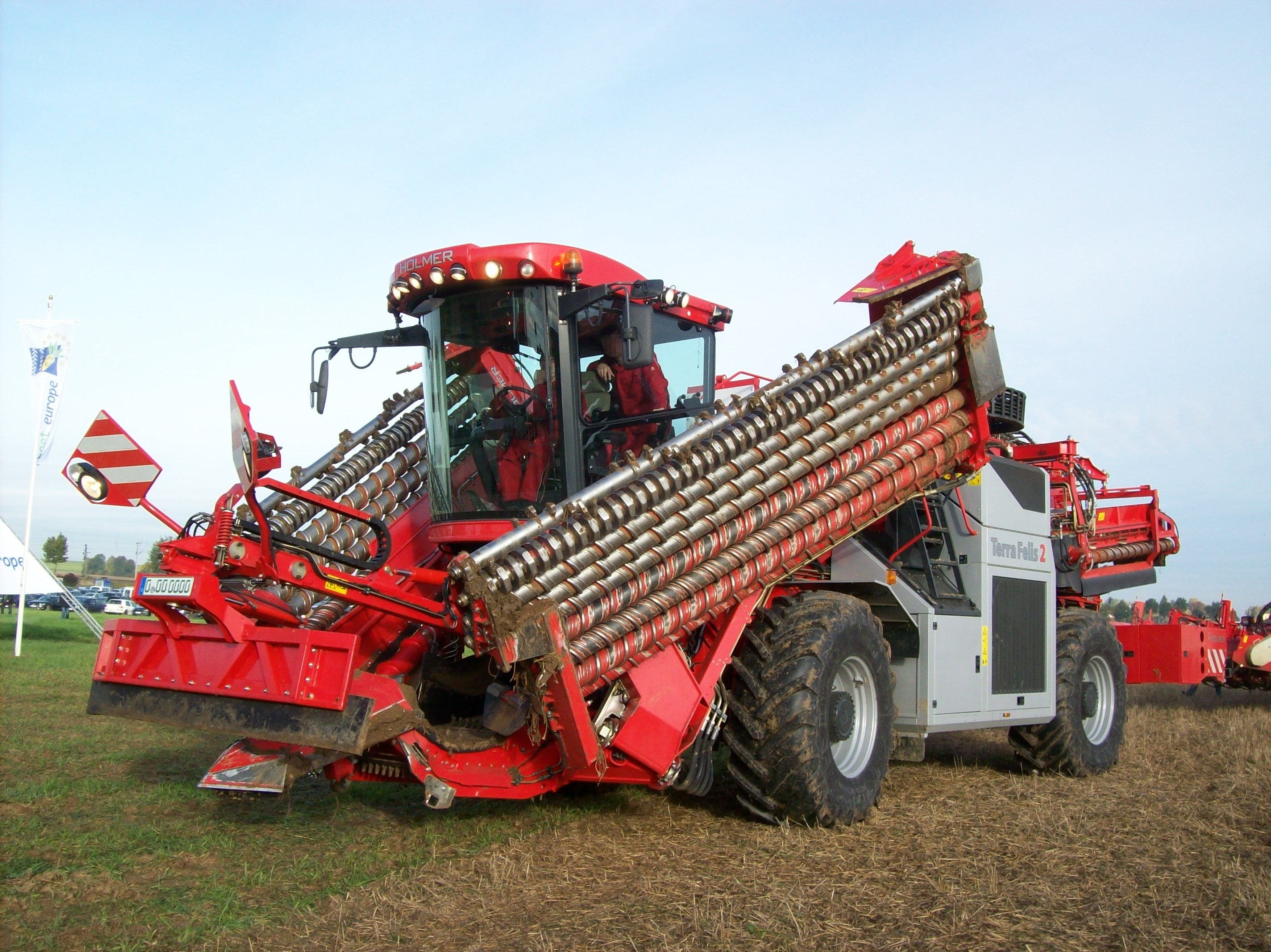
Maszyna do czyszczenia i ładowania buraków cukrowych marki Holmer

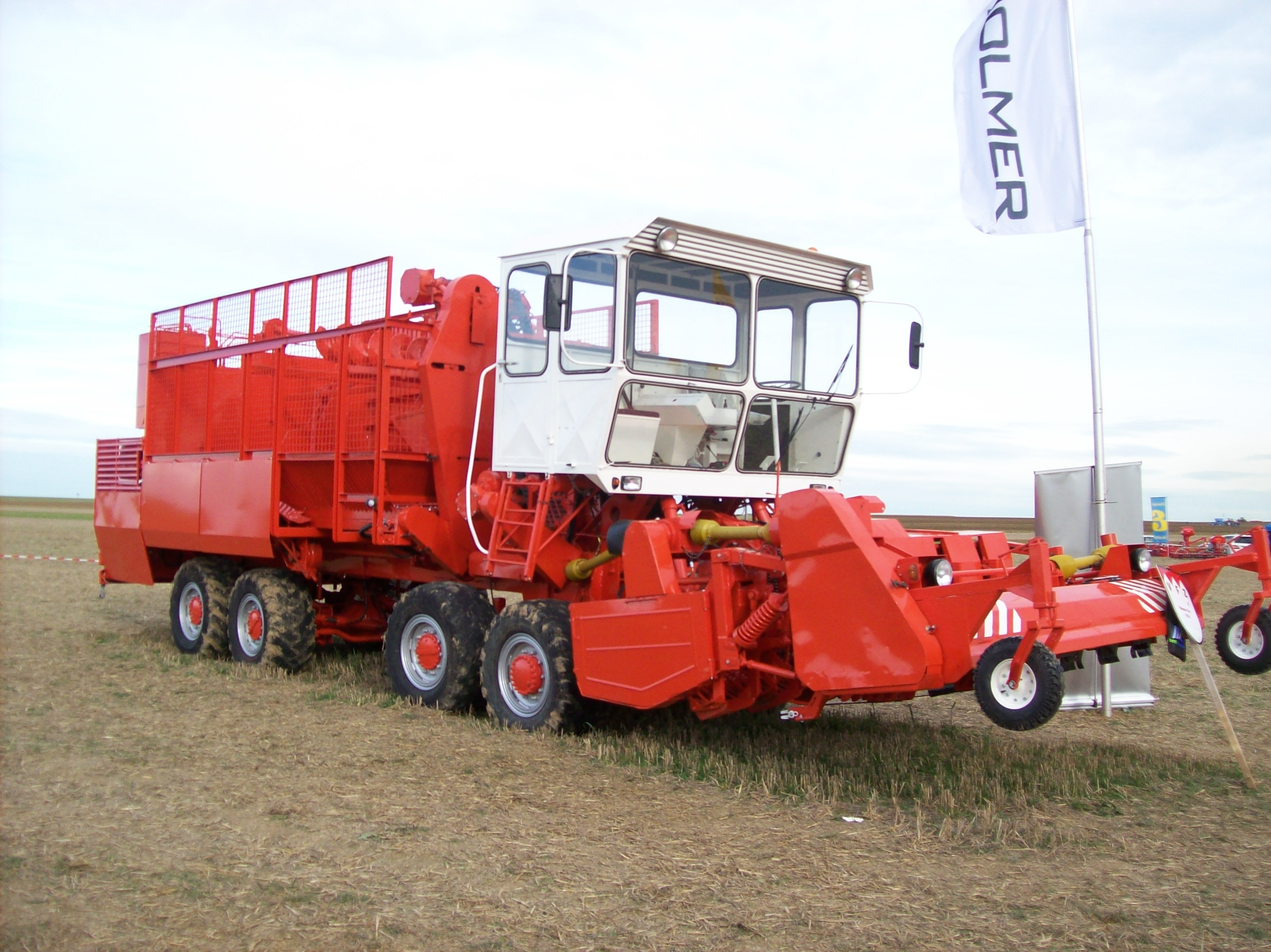
Kombajn do buraków cukrowych z 1974 roku marki Holmer

Holmer Maschinenbau GmbH – niemiecki producent maszyn rolniczych z siedzibą w Schierling niedaleko Ratyzbony.
Przedsiębiorstwo zostało założone w 1969 roku przez kowala Alfonsa Holmera. W 1974 roku firma skonstruowała pierwszy samojezdny sześciorzędowy kombajn do zbioru buraków cukrowych. W 2004 roku markę przejęła spółka holdingowa Afinum. Obecnie Holmer produkuje kombajny buraczane, maszyny do czyszczenia i ładowania buraków cukrowych oraz traktory do zabudowy ponadto posiada swoje biura w takich krajach jak: Francja, Polska, Czechy, Ukraina, Stany Zjednoczone i Chiny.